# Asymétrie gauche-droite
L'asymétrie gauche-droite (AGD) est la dissymétrie entre les parties gauche et droite de l'organisme des animaux. Elle résulte d'un processus précoce du développement embryonnaire, qui rompt la symétrie normale de l'embryon bilatéral. 

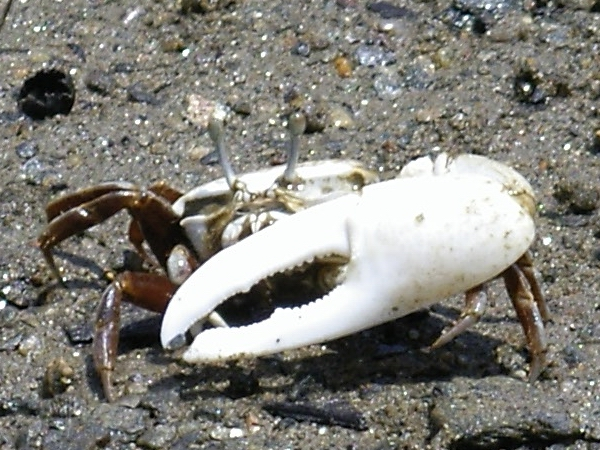
Un crabe violoniste.

L'AGD est omniprésente chez tous les animaux, y compris chez les invertébrés comme les grandes et petites pinces (en) du Crabe violoniste, l'enroulement asymétrique de l'intestin chez Drosophila melanogaster et l'enroulement dextre (dans le sens des aiguilles d'une montre) ou senestre (dans le sens inverse) des gastéropodes. Cette asymétrie peut être limitée à un organe ou à une caractéristique spécifique comme les pinces des crabes, ou s'exprimer dans tout le corps comme chez les escargots.
Chez les vertébrés, l'AGD est établie tôt dans le développement au niveau d'une structure appelée organisateur gauche-droite. Elle se manifeste par l'activation de différentes voies de signalisation à gauche et à droite de l'embryon, ce qui induit notamment la position du cœur, de l'estomac et de la rate  du côté gauche du corps, ainsi que le nombre différent des lobes pulmonaires, (trois à droite mais deux à gauche laissant ainsi place au coeur) et ce qui induit aussi plusieurs organes à développer une asymétrie gauche-droite comme l'inclinaison du cœur. Un dysfonctionnement du processus peut engendrer différents syndromes, notamment chez l'homme l'hétérotaxie ou le situs inversus.

## Mécanismes
Différents mécanismes de structuration gauche-droite ont été développés dans différents clades. Ainsi, les cils jouent un rôle essentiel chez de nombreuses espèces de vertébrés tels que les humains, les rongeurs, les poissons et les grenouilles, alors qu'ils n'interviennent pas chez d'autres comme les reptiles, les oiseaux et les porcs.

### Vertébrés dépendants des cils
L'organisateur gauche-droite porte des noms différents selon les taxons : nœud ventral chez les souris, nœud de Hensen chez les oiseaux, plaque du toit de la gastrocèle chez les grenouilles, vésicule de Kupffer chez le Poisson-zèbre. L'organisateur se trouve toujours sur la face dorsale de l'embryon et chaque cellule organisatrice porte un cil unique situé à l'arrière. La combinaison de l'emplacement dorsal des cellules et de l'emplacement postérieur des cils a pour effet que lorsque les cils tournent, ils créent un courant vers la gauche à la surface de l'organisateur. Le courant provoque une perte d'expression du gène Cerl2 et un accroissement de celle de Nodal (en) du côté gauche de l'organisateur, via un signal chimique véhiculé par les protéines ou parce que les cellules détectent physiquement le courant. Que le signal soit d'origine chimique ou physique, il est ensuite transféré au mésoderme de la plaque latérale (en) de gauche où il active une autre cascade de gènes de signalisation, dont Nodal, Pitx2 (en) et Lefty2 (en). En 2023, deux études indépendantes montrent que le sens du courant est détecté, chez la souris et chez le Poisson-zèbre, par des cellules de l'organisateur portant des cils immobiles servant de mécanorécepteurs.

### Vertébrés indépendants des cils
Chez les poulets, l'AGD s'établit au niveau d'une structure appelée nœud de Hensen. La rotation de cils ne semble pas impliquée : d'une part le nœud de Hensen ne porte pas de cils mobiles, d'autre part les mutations affectant la formation des cils ne provoquent pas de défauts de latéralité, contrairement à d'autres espèces. Au lieu de cela, les poulets établissent l'asymétrie via des réarrangements cellulaires asymétriques, ce qui entraîne un mouvement vers la gauche des cellules proches du nœud de Hensen.
Les porcs n'ont pas non plus de cils dans leur organisateur gauche-droite, ce qui suggère qu'ils ont également recours à un mécanisme alternatif, indépendant des cils.

### Invertébrés deutérostomes
La voie impliquant les gènes Nodal (en) et Pitx2 (en) est présente et fonctionnelle chez les Deutérostomiens invertébrés (tuniciers, oursins), comme chez la majorité des vertébrés,.
Chez les ascidies Ciona intestinalis et Halocynthia roretzi (des tuniciers), Nodal s'exprime sur le côté gauche de l'embryon au cours de son développement, et conduit à l'expression de Pitx2 en aval. À des stades plus précoces, des canaux ioniques H+/K+ de type ATPase sont nécessaires à une structuration gauche-droite correcte. Le rôle des cils n'est pas établi, mais des mouvements à l'échelle de tout l'embryon sont nécessaires chez H. roretzi, et ces mouvements sont probablement engendrés par des cils.
Chez les oursins, Nodal s'exprime sur le côté droit de l'embryon, contrairement aux tuniciers et aux vertébrés. Comme c'est apparemment le cas aussi chez les Protostomiens, c'est un argument supplémentaire en faveur de l'hypothèse d'une inversion (en) dorso-ventrale.

### Invertébrés protostomes
La voie Nodal (en)-Pitx2 (en), commune à la plupart des Deutérostomiens, n'est pas présente chez tous les Protostomiens.
Elle a cependant été identifiée dans de nombreuses lignées de lophotrochozoaires. À chaque fois qu'on a trouvé ces gènes chez les brachiopodes et les mollusques, ils s'expriment du côté droit, comme ci-dessus chez les oursins. Les plathelminthes, les annélides et les nermétiens n'ont pas d'homologue du gène Nodal mais Pitx2 s'exprime, en association avec le système nerveux.
La voie Nodal-Pitx2 est absente chez les ecdysozoaires, alors que de nombreuses espèces, comme la drosophile Drosophila melanogaster et le nématode Caenorhabditis elegans, présentent une asymétrie gauche-droite. Ce sont des régulateurs cytosquelettiques, comme la myosine Myo31DF, qui contrôlent l'AGD, au moins dans certains systèmes d'organes comme les organes génitaux.